# Euxesta acuticornis
Euxesta acuticornis är en tvåvingeart som beskrevs av Friedrich Georg Hendel 1909.
Euxesta acuticornis ingår i släktet Euxesta och familjen fläckflugor. Artens utbredningsområde är Paraguay. Inga underarter finns listade i Catalogue of Life.